# Sambar
Cervus unicolor, Rusa unicolor
Pour les articles homonymes, voir Sambar (homonymie).
Espèce
Synonymes
Cervus unicolor Kerr, 1792
Statut de conservation UICN

 VU A2cd+3cd+4cd : Vulnérable
Le sambar (Cervus unicolor ou Rusa unicolor) est un mammifère herbivore de la famille des cervidés. Il fait partie des plus grands cervidés du monde avec le wapiti mais après l'élan ou orignal.

## Répartition
Cette espèce vit dans le sud de l'Asie, depuis le sous-continent indien jusqu'en Asie du Sud-Est et jusqu'au sud de la Chine. Elle est notamment présente en Inde, au Sri Lanka, au Bangladesh, au Bhoutan, en Birmanie, en Chine, a Taïwan, au Vietnam, au Laos, au Cambodge, en Thaïlande, en Malaisie et en Indonésie.

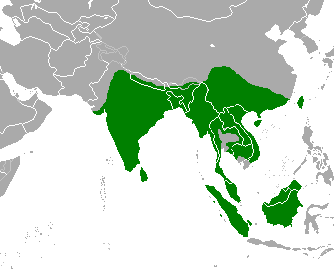
Aire de répartition du sambar

Ce cerf est un animal solitaire des forêts tropicales et subtropicales.

## Description
Le sambar est un grand cervidé robuste possédant de longs cils fins, des fosses lacrymales très profondes et des oreilles de taille réduite. 
Son pelage marron est quasi uniforme et il possède une longue queue noire.
Les mâles présentent des bois rugueux caractéristiques à trois cors.
Il mesure en moyenne de 1,8 à 2m de long (exceptionnellement jusqu'à 2,46 m) sans la queue qui elle mesure 25-28 cm (au maximum 30 cm). Sa hauteur au garrot est de 1,2 à 1,6 m au maximum et il pèse entre 185 et 260 kg (au maximum jusqu'à 320 kg).
Son crane peut atteindre une taille de 40 cm et les mâles peuvent arborer des bois d'une longueur de 120 cm. 
C'est, chose remarquable, le seul cervidé dont les faons ne sont pas tachetés de blanc. 
C'est le plus imposant des cervidés dans l'ouest de sa zone de répartition.
Il a été introduit en Australie, en Nouvelle-Zélande et Floride et il s'est bien adapté.
Il aime se baigner pendant plusieurs heures dans l'eau et il nage bien.

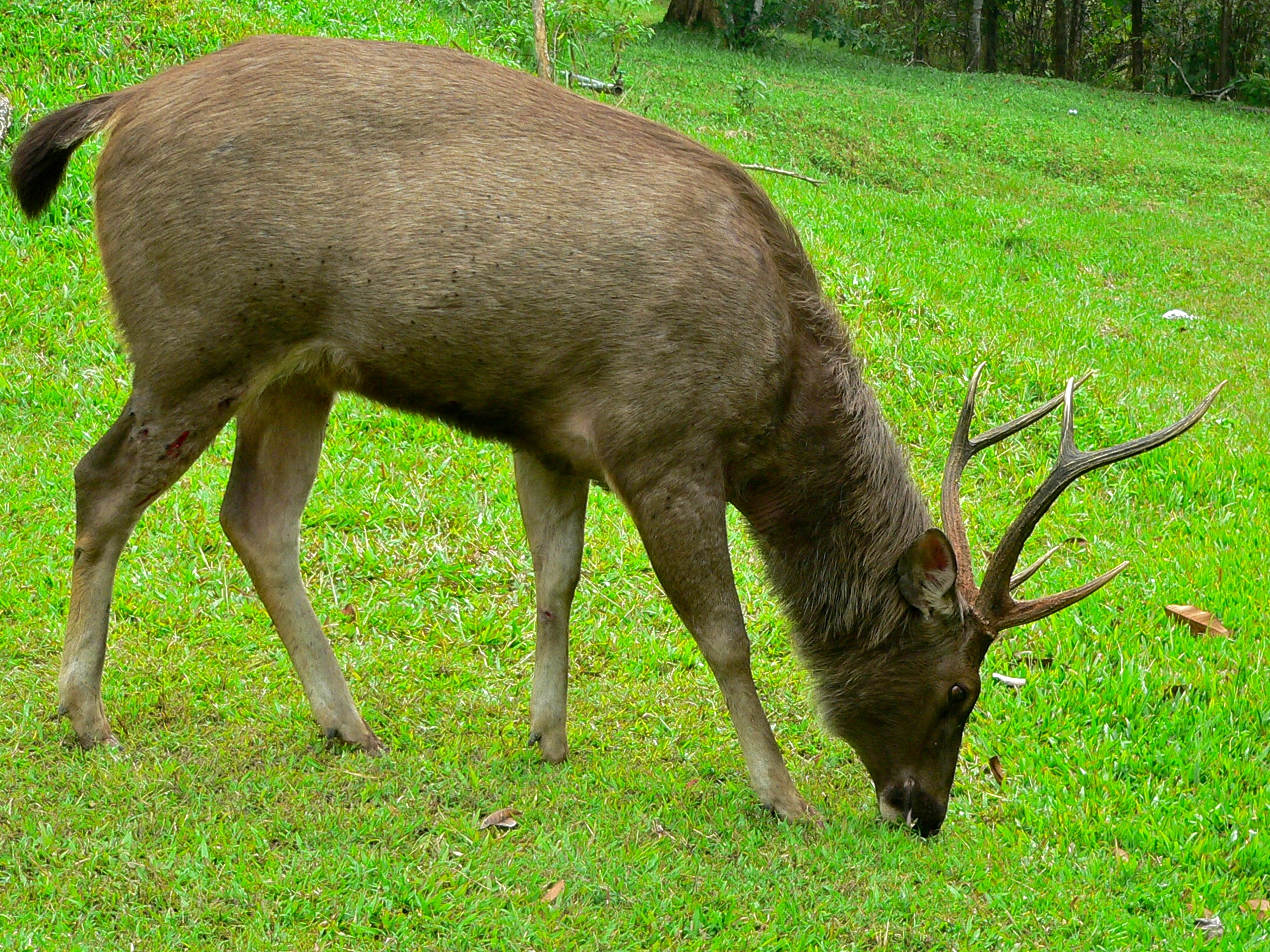
Rusa unicolor cambojensis (Parc national de Khao Yai, Thaïlande)

|  |  |  |

Le sambar survit rarement au-delà de 12 ans dans la nature (mais il peut vivre jusqu'à 28 ans en captivité).

## Alimentation
Le sambar est végétarien.
C'est un animal diurne qui va paître au crépuscule.
Il mange de l'herbe, des jeunes feuilles, des bourgeons tendres, des pousses, des rameaux,  des roseaux, des lichens, des mousses et des fruits. Il va souvent au crépuscule dans les rizières manger les plants.

## Reproduction
La reproduction n'est pas liée à une période de l'année. Au moment du rut les femelles se groupent fréquemment en petits troupeaux. La gestation de la biche sambar dure autour de huit mois (entre 245 et 284 jours). Il ne naît qu'un seul petit (des jumeaux dans 2% des cas). 
Le bébé faon pèse à la naissance de 5 à 8 kg. En plus du lait de sa mère, Il commence à manger de la nourriture solide très tôt entre le 5ème et le 14ème jour après sa naissance. À l'âge d'un mois, c'est déjà un ruminant mais il continue à boire le lait maternel pendant 7 à 8 mois.

## Taxinomie
Il existe sept sous-espèces, :
- Rusa unicolor brookei (Hose, 1893) - Indonésie (Bornéo), Malaisie (Bornéo)[1].
- Rusa unicolor cambojensis (Gray, 1861) - Chine, Birmanie, Vietnam, Laos, Cambodge, Thaïlande, Malaisie (péninsule)[1].
- Rusa unicolor dejeani de Pousargues, 1896 - Chine[1].
- Rusa unicolor equina (Cuvier, 1823) - Indonésie (Sumatra)[1].
- Rusa unicolor hainana (Xu, 1983) - Chine (Haïnan)[1].
- Rusa unicolor swinhoii (Sclater, 1862) - Taiwan[1].
- Rusa unicolor unicolor (Kerr, 1792) - Inde, Sri Lanka, Bangladesh, Bhoutan[1].

## Noms vernaculaires
- En thaï : กวางป่า  ou กวางม้า ou กวางแซมบาร์